# Rötenbach (Fichtenberger Rot)
Der Rötenbach ist ein Bach im nordöstlichen Baden-Württemberg von etwa 6,0 km Länge, der bei Schwäbisch Hall-Wielandsweiler von links und Norden in die Fichtenberger Rot mündet. Sein Oberlauf heißt Dorlesbach, sein Unterlauf ab dem Zufluss des zuweilen auch Hülbenbach genannten Hilbenbachs wird zuweilen auch nach diesem benannt.

## Geographie

### Quelle und Verlauf
Der Rötenbach entspringt unter dem Namen Dorlesbach in der flachen Wiesenmulde des Flurgewanns Klausensee auf etwa 475 m ü. NN etwa 0,4 km westlich von Mainhardt-Maibach und fließt nach 0,3 km an dessen Nordspitze in den etwa 1,0 ha großen Egelsee. Fast an derselben Stelle mündet aus dem Gewann Einschlag ein etwa gleich langer, zeitweiliger rechter Zulauf. Der Dorlesbach verlässt den See, über dessen Damm die Ziegelbronner Straße (hier Alttrasse der B 14) führt, in Richtung Süden und unterquert dann sofort, wenige hundert Meter westlich von Mainhardt-Bubenorbis, die heutige B 14. Dann beginnt er sich ein sogleich baumbestandenes Tal zu graben und nimmt von rechts einen Zufluss auf, der etwa 0,4 km weiter im Nordwesten am Rande einer Waldinsel zum Flurgewann Langer Sumpf entsteht. Gleich danach fließt ihm von links ein halb so langer Zulauf aus Richtung der Ortsmitte von Bubenorbis zu, worauf er einen weiteren, 0,6 ha großen Stausee durchfließt.
Der Rötenbach geht nun in einer Linkskurve nach Südsüdosten, einen Kurs, den er für den Großteil seines restlichen Laufes halten wird; in dieser Kurve liegt rechts etwas über dem Talgrund ein weiterer Weiher von 0,2 ha Fläche, der vom oberen Hang gespeist wird. Auf seiner Rechten liegt inzwischen das Waldgewann Finstere Fälle, nach einer kurzen Hangwiese auf dieser Seite reicht dann das ebenfalls rechtsseitige Waldgewann Dillesumpf wieder bis ans Ufer, dort wo vom Gegenhang herunter die Bubenorbiser Mühlstraße die am Bach liegende Kläranlage des Dorfes erschließt. Dieser folgt talabwärts und rechts des Baches ein von ihm gespeister, auffallend länglicher Teich von 0,1 ha Fläche, dann mündet fließt von rechts aus dem Dillesumpf der 1,8 km lange Schelmenbach, der in einer Wiesenmulde beim abgegangenen Hüttener Pumphof entsteht, mit dem hier 1,4 km langen Dorlesbach zum Rötenbach zusammen. Von diesem Schelmenbach geht gut 200 m vor seiner Mündung ein linker Zweig ab, der den genannten länglichen Teich von der talwärtigen Seite her speist, wenige Schritte vor dem Zusammenfluss nimmt der Schelmenbach dann den Teichablauf auf. Gegenüber dem Zufluss des Schelmenbachs mündet ein kleiner Hangbach von etwa 0,2 km Länge, der Mündung folgt im Tal unmittelbar ein kleiner Teich von unter 0,1 ha Fläche.   
Nächster Zufluss ist der Aschenhüttebach, der auf der rechten Hochebene an der Hüttener Kläranlage seinen Anfang nimmt, nach 0,8 km mündet und zuvor eine kleine Klinge im Hangwald Mühlwald durchläuft. Von links stößt dann der 0,8 km lange Rötelbergbach zum Bach, dieser entsteht als Ausfluss eines winzigen Teichs im Heidelbergwald. Durch seine Klinge zieht eine Waldstraße links ins Rötenbach-Tal hinunter, die dann dem Rötenbach in halber Höhe am Hang folgt, zuletzt Ölkuchenstraße genannt. Vom Zufluss des Rötelbergbachs an bis zum Zusammenfluss des Rötenbachs mit dem Hilbenbach fast 2 km weiter im Südwesten bedeckt der Wald  den links des Rötenbach-Tales liegenden Rötelberg bis in die obersten Lagen, während rechts auf der Hüttener Seite des Tales der Hangwald oben an eine Hochfläche in offener Flur grenzt; an diesem Waldrand entspringt der 0,6 km lange Rötenbach-Zufluss Dachsklingenbach.
Wenige hundert Meter nach dessen Mündung weitet sich das Rötenbach-Tal und der Bach tritt auf flachen Grund in die Flur ein, unterquert das Rottalsträßle (K 2669 Bibersfeld–Wielandsweiler), dreht um den Röthof herum nach rechts in die Fließrichtung des in breiterem Muldental aus Nordosten heranziehenden, mit 2,3 km längsten Zuflusses Hilbenbach und nimmt diesen von links auf. Daraufhin folgt der Rötenbach, hier teils auch Hilbenbach genannt, dem Rottalsträßle linksseitig über mehr als einen Kilometer in mäandrierendem Wiesenlauf. Er wird dabei erst von der Brücke der abzweigenden Steigenstraße K 2589 Wielandsweiler–Sittenhardt überspannt, dann von der durch Wielandsweiler laufenden L 1050 überquert und mündet dann am Südrand des Weilers, nach 6,0 km Laufs und auf 378,6 m ü. NN, von links in die Fichtenberger Rot, die hier in seine Fließrichtung nach Süden abknickt.

### Einzugsgebiet
Der Rötenbach hat ein Einzugsgebiet von 11,8 km² Größe. Seine Nordwestspitze liegt etwa 0,6 km nordwestlich des Egelsees im südlichen Strutwald, die Grenze zieht von dort östlich bis nach Mainhardt-Maibach, zwischen dessen südlichem Siedlungsteil Obermaibach und dem restlichen Weiler sie fast die Dorfstraße erreicht. Hier liegt nördlich das Einzugsgebiet des Ohrn-Zuflusses Brunnenklingenbach an. Dann biegt die Wasserscheide nach Südosten ab zum Maibacher Wasserturm – auf diesem Stück konkurriert jenseits ein Bach durch die Sandklinge zur Ohrn – und erreicht am Ostrand von Mainhardt-Bubenorbis auf einer im Straßenverlauf auffälligen Geländewelle die B 14; jenseits liegt hier das Einzugsgebiet des wiederum zur Ohrn laufenden Schärfenklingenbachs.
Von der Bundesstraße knickt die Einzugsgebietsgrenze wenig weiter östlich am Waldrand nach Süden ab in das Spitalwäldle und läuft dann von diesem nach Osten bis in die Gegend des Waldgewanns Rücksteige. Bis hierher konkurriert nördlich die Ohrn selbst bzw. ihr rechter Quellast durch die Tannenklinge. Östlich der Rücksteige, an der die Wasserscheide nach Süden abknickt, fällt im Waldgewann Comburger Halde der Mainhardter Wald zum Rosengarten ab. Ab hier grenzt jenseits das Großeinzugsgebiet der Bibers an. Die Wasserscheide läuft von der Rücksteige südlich zum Waldgewann Schlupf, dann südöstlich zum niedrigen „Pass“ der K 2569 Bibersfeld–Wielandsweiler aus dem Hilbenbachtal in Richtung Rosengarten. Jenseits fließen kleinere Hangbäche teilweise (Brunnenwiesenbach) über den Starkholzbacher See in den Himmelreichsbach, teilweise (Binsenbach) direkt in diesen, der dann in die Bibers mündet.
Nach Queren der K 2569 folgt die Wasserscheide südlich ungefähr der dort von ihr abgehenden Steigenstraße K 2589 nach Sittenhardt bis zum Rand der Hochebene um dieses Dorf. Auf diesem Stück konkurrieren im Osten die Bibers-Zuflüsse Einzbach und Sülzbach. Danach zieht die Einzugsgebietsgrenze östlich von Sittenhardt über die Hochebene bis zum Hügel Hartäcker, das Gebiet jenseits entwässert zum oberen Sanzenbach, wiederum ein Bibers-Zufluss. Auf den Hartäckern knickt die Wasserscheide in westliche Richtung ab und läuft dann auf der Hochebene südlich an Sittenhardt vorbei, durch den Birkenhäu geradewegs auf den Waldhang hinab ins Rot-Tal zur Rötenbachmündung in Wielandsweiler.
Alle angrenzenden Einzugsbereiche bis zur Mündung entwässern über die Rot, es konkurriert hier zunächst der Söllbach selbst, dann dessen rechter Zufluss Tiersbach, schon im Bereich des Rottalhangs ein kurzer Bach durch die Eselsklinge.
Von der Mündung in die Rot bei Wielandsweiler läuft die Wasserscheide den Kamm des Winkelbergs hoch zur Hochebene um  Hütten, hier konkurriert links nur die Rot selbst. Eben noch im Hangwald vor dem Hüttener Wiesengewann Platte schließt sich links das Einzugsgebiet des Moosbachs an, zunächst konkurriert dabei eine Wiesenrinne durch die Platte, die diesen über seinen Zufluss Krebsbächle erreicht. Danach zieht die Wasserscheide lange in nordwestlicher Richtung, durchquert dabei das Dorf Hütten, folgt dann grob der Linie der L 1050 Hütten–Stock bis fast zum Wasserturm bei Stock. Jenseitige Konkurrenten sind hier zunächst das Hüttener Krebsbächle, zuoberst dann der Moosbach selbst.
Am Wasserturm liegt die Westspitze des gesamten Rötenbach-Einzugsgebietes, von hier ab entwässern alle Bäche jenseits der Wasserscheide zur Brettach. Die Grenze zieht zunächst nach Osten bis zum Schelmenweg im nördlichen Bereich des Waldgewanns Dillesumpf und folgt dann diesem Waldweg nach Norden bis zur B 14. Jenseits fließen hier Stockbach, Aschenhüttenbach (über den Krätenbach) und Krätenbach selbst zur Brettach. Von der B 14 zieht die Wasserscheide weiter in nördlicher Richtung über das Flurgewann Langer Sumpf bis in den Strutwald, wo sie wieder ihre Nordwestspitze erreicht. Auf diesem Stück konkurrieren jenseits neben der Brettach selbst ihr Zufluss Strutbach.
Das Einzugsgebiet ist von den großen Tälern des Rötenbachs und des Hilbenbachs gegliedert, wobei das Hilbenbachtal und das dieses fortsetzende untere Rötenbachtal die Hauptachse für Besiedlung und Verkehr bilden. Das Einzugsgebiet zerfällt damit in die Hochebenen beidseits des oberen und mittleren Rötenbachtals, in die genannte Talachse selbst und in die Hochebene um Sittenhardt südlich dieser Achse.
Östlich des oberen Rötenbachtals liegen im Einzugsgebiet (Ober-)Maibach und Bubenorbis, beide gehören zur Gemarkung Bubenorbis der Gemeinde Mainhardt. Westlich des oberen Rötenbachtals liegt die Nordosthälfte von Hütten, auf der gleichnamigen Gemarkung von Mainhardt, und der Wohnplatz Aschenhütte, auf Gemarkung Bubenorbis. Die Talmulde selbst ist hier unbesiedelt. Im Hilbenbachtal liegen zuoberst das Steigenhaus am linken Hang, der Hilbenhof in der Talaue des mittleren Hilbenbachs, der Rötenhof im Mündungswinkel von Röten- und Hilbenbach. Die Winterhalde liegt am Hang gegenüber und Wielandsweiler beidseits des untersten Rötenbachs und an seiner Mündung, alle diese gehören zur Bibersfelder Gemarkung der Stadt Schwäbisch Hall. Auf der Hochebene südlich der Talachse liegt Sittenhardt, ebenfalls auf Bibersfelder Gemarkung.
Das Einzugsgebiet ist etwa zur Hälfte bewaldet, seine bewaldeten Teile liegen vor allem an den Talhängen und dehnen sich zuweilen von deren oberen Rändern weiter aus über die anschließenden Hochebenen.

### Geologie
Der Rötenbach läuft überall im Keuper. Er entspringt auf der Stubensandstein-Hochfläche um Bubenorbis und erreicht nach Unterqueren der B 14 die Oberen Bunten Mergel, an seiner Südsüdostwendung westlich des Bubenorbiser Neubaugebietes den Kieselsandstein, etwa am Zulauf des Schelmenbachs die Unteren Bunten Mergel, wenig später am Zufluss des Rötelbergbaches den Schilfsandstein. Von der Mündung des Dachsklingenbachs bis zu seiner Mündung verläuft er im Gipskeuper (Grabfeld-Formation). Der Hangsiedlungsteil des Rötenhofes steht auf einer kleinen Bergzunge auf Schilfsandstein, der hier als schmales Band am Hang entlangläuft und der nirgendwo im Einzugsgebiet ausgesprochen breite Verebnungsflächen bildet. Im unteren Tal nach dem Zufluss des Hilbenbachs sind beidseits an den Hängen größere Schollen abgerutscht.  
Der Hilbenbach verläuft insgesamt im Gipskeuper, einige seiner Zuflüsse jedoch beginnen höher in der Schichtenfolge, teilweise schon im Kieselsandstein.  Seine Auensedimentzone ist merklich breiter als die des längeren oberen Rötenbachs. Im oberen Hilbenbachtal haben Zuflüsse Mündungskegel aufgeschüttet.
Die Hochebenen westlich und östlich des oberen Rötenbachs (bis zur Hilbenbach-Mündung) liegen in ihren nordwestlichen Teilen im Stubensandstein, in ihren südöstlichen im Kieselsandstein, der Übergang wird östlich von Bubenorbis an einer Geländestufe im Verlauf der B 14 morphologisch sichtbar. Die Hochebene um Sittenhardt südlich des Hilbenbachs erreicht zwar in den Hartäckern (512,5 m ü. NN) eine um etwa 20 m größere Höhe als die Umgebung des oberen Rötenbachs, aber trotzdem nirgendwo den Stubensandstein.

### Schutzgebiete
Die Rötenbachaue und Teile der Talhänge von unterhalb des Egelsees an sowie die breite, offene Aue des Hilbenbachs sind Teil eines Landschaftsschutzgebietes, das die Täler der Fichtenberger Rot und der oberen Murr sowie etliche von deren Nebenflüssen umfasst. Ausgespart sind hier nur die Siedlungsbereiche des Rötenhofs und des Ortes Wielandsweiler. Das Landschaftsschutzgebiet gehört zum die ganze Großregion umfassenden Naturpark Schwäbisch-Fränkischer Wald. Die Fließwasser- und Uferzonen von Rötenbach und Hilbenbach sind auch Teil des Natura-2000-Gebietes „Kochertal Abtsgmünd – Gaildorf und Rottal“.
Eine Nasswiese westlich von Maibach dicht am Nordrand des Einzugsgebietes ist Flächennaturdenkmal, ebenso die Auslaufzone des Egelsees und am südlichen Hangfuß der Rötelbergs gegenüber dem Rötenhof zwei Feuchtgebiete; beim Klausensee am obersten Dorlesbach westlich von Maibach eine Feldhecke und im Hilbenbachtal noch oberhalb des Bachursprungs neben der Steigenstraße nach Sittenhardt ein strukturreicher Waldrand. Die beiden letztgenannten Flächennaturdenkmale sind Relikte der ehemaligen Haller Landheeg. In Sittenhardt steht eine kleine Lindengruppe, die Einzelnaturdenkmal ist, wenig südlich des Ortes in einer kleinen Straßengabel eine ebenfalls so klassifizierte Stieleiche.
Viele geschützte Biotope säumen den Rötenbachlauf und seine Nebenbäche und Seen: Außer einem Teil der oben schon genannten Flächen sind dies eine Verlandungszone am Nordrand des Egelsees, häufig Quellbereiche, Nasswiesen, Sümpfe, Gewässervegetations- und Überschwemmungszonen, es dominieren darunter also die Feuchtbiotope, die vor allem längs des Hilben- und des unteren Rötenbachs nördlich von Wielandsweiler große Auenflächen einnehmen.

### Zuflusssystem
Anmerkung: Zuflüsse auch höherer Ordnung, jeweils eingerückt unter dem übergeordneten Gewässer, sowie  Seen am und im Lauf, von der Quelle zur Mündung. Erhoben aus den Gewässerkarten auf den Kartendiensten der LUBW oder sonst aus der TK25. Wo möglich und sinnvoll mit Namen, Mündungsseite, Mündungsort und Länge. Längen wurden auf volle hundert Meter, Flächen auf Zehntelshektar gerundet. Nichtkursivierte Gewässernamen und Anteile davon sind beschreibend, kursivierte Bezeichnungen stehen genau so in einer der Quellen.
Ursprung des Rötenbach-Oberlaufs Dorlesbach etwa 0,4 km westlich von Mainhardt-Maibach im Flurgewann Birkich auf etwa 475 m ü. NN.
- (Zeitweiliger Bach aus dem Einschlag), von rechts am Einlauf in den Egelsee, 0,3 km.
- Durchfließt auf 472,8 m ü. NN den Egelsee, 1,0 ha.
- (Bach vom Nordrand eines Hains im Langen Sumpf), von rechts, 0,4 km.
- (Bach aus der Schelmenhecke), von links, 0,2 km.
- Durchfließt einen See nordwestlich-unterhalb der Bubenorbiser Siedlungsstraße Im Waldblick, 0,6 ha.
- Passiert an seinem Südostknick einen See am rechten Hang, 0,2 ha, der laut LUBW-FG10 und TK25 keinen regulären Abfluss in den Dorlesbach hat.
  - (Zufluss in den See von Westen), 0,3 km[14]
- Länglicher See rechts des Baches, unterhalb der Bubenorbiser Kläranlage, 0,1 ha. Hat am Südende auch Zulauf vom Schelmenbach.
- (Zufluss aus der Grafenmahd), von rechts, 0,2 km.
- Schelmenbach, wenig unterhalb von rechts, 1,8 km.[15] Nimmt von links den Abfluss des länglichen Sees kurz vor der eigenen Mündung auf. Ab hier heißt der Bach Rötenbach.
- Kleiner Weiher, 0,1 ha.
- Aschenhüttenbach, von rechts aus dem Mühlwald, 0,8 km. Entsteht an der Mainhardt-Hüttener Kläranlage.
- Rötelbergbach, von links, 0,8 km. Ist Ausfluss eines winzigen Waldweihers im südlichen Heidelbeerwald.
  - (Rechter Quellast des Rötelbergbachs), 0,3 km. Entsteht am Waldrand zum Erlenwasen.
- Dachsklingenbach, von rechts, 0,6 km. Entsteht am Waldrand zum Hüttener Strüt.
- (Zeitweiliger Zufluss aus einer Hangquelle im Waldgewann Rötenbach), von rechts, 0,2 km. Ist im Unterlauf Flurgrenze.
- (Zufluss aus einer Hangquelle an der Südspitze des Hangwalds Höllhafenhalden), von links, 0,1 km.
- Hilbenbach, von links am Rötenhof, 2,3 km. Größter Zufluss, entsteht etwa 350 m nördlich und zu Füßen des Steigenhauses.
  - (Intermittierender Bach aus dem östlichen Edelmannswald), von rechts wenig abwärts des Hilbenhofs, 0,8 km. Durchfließt am Oberlauf einen  winzigen Teich an einer Waldstraßen-Abzweigung, die Talung setzt sich bergwärts etwa 0,1 km fort bis zu einem  etwas größeren Teich von 0,1 ha an einer Wegserpentine.
  - (Intermittierender Bach aus dem westlichen Edelmannswald), von rechts etwa 400 m nordnordöstlich des Hilbenhofs mit einer Gehölzgalerie in der Hilbenbachaue, 0,7 km. Durchfließt am Oberlauf einen  winzigen Teich nördlich des Hahnenbühls.
  - Sittenhardter Bach, von links gegenüber der Abzweigung des Ölkuchenstraße vom Rottalsträßle, 1,4 km. Ausfluss eines winzigen  Teichs am Sittenhardter Beerhaldenweg. Die Talung zieht sich noch weitere 0,2 km hoch bis zum größeren Sittenhardter  Weiher, 0,1 ha, der keinen offenen Abfluss hat.
- Weiher mit Bauminsel rechts am nördlichen Hangfuß des Rötenbachwaldes, 0,1 ha. Ohne offenen Ab- oder Zulauf. Jenseits der K 2589 und höher am Hang des Rötenbachwaldes fließt zuweilen ungefähr in Richtung auf den Weiher ein Bach aus einer Hangquelle, 0,2 km, der am jenseitigen Straßengraben endet.

Mündung des Rötenbachs nach 6,0 km Laufs bei Schwäbisch Hall-Wielandsweiler auf 378,6 m ü. NN von links und Norden in die Fichtenberger Rot.